# Caedicia thymifolia
Caedicia thymifolia är en insektsart som först beskrevs av Fabricius 1775.  Caedicia thymifolia ingår i släktet Caedicia och familjen vårtbitare. Inga underarter finns listade i Catalogue of Life.